# Indolestes coerulea
Indolestes coerulea är en trollsländeart som beskrevs av Fraser 1924. Indolestes coerulea ingår i släktet Indolestes och familjen glansflicksländor. Inga underarter finns listade i Catalogue of Life.